# Bourdeau
Bourdeau là một xã thuộc tỉnh Savoie trong vùng Rhône-Alpes ở đông nam nước Pháp. Xã này nằm ở khu vực có độ cao từ 228-1460 mét trên mực nước biển.
Diện tích là 4,83 km2.

## Tham khảo

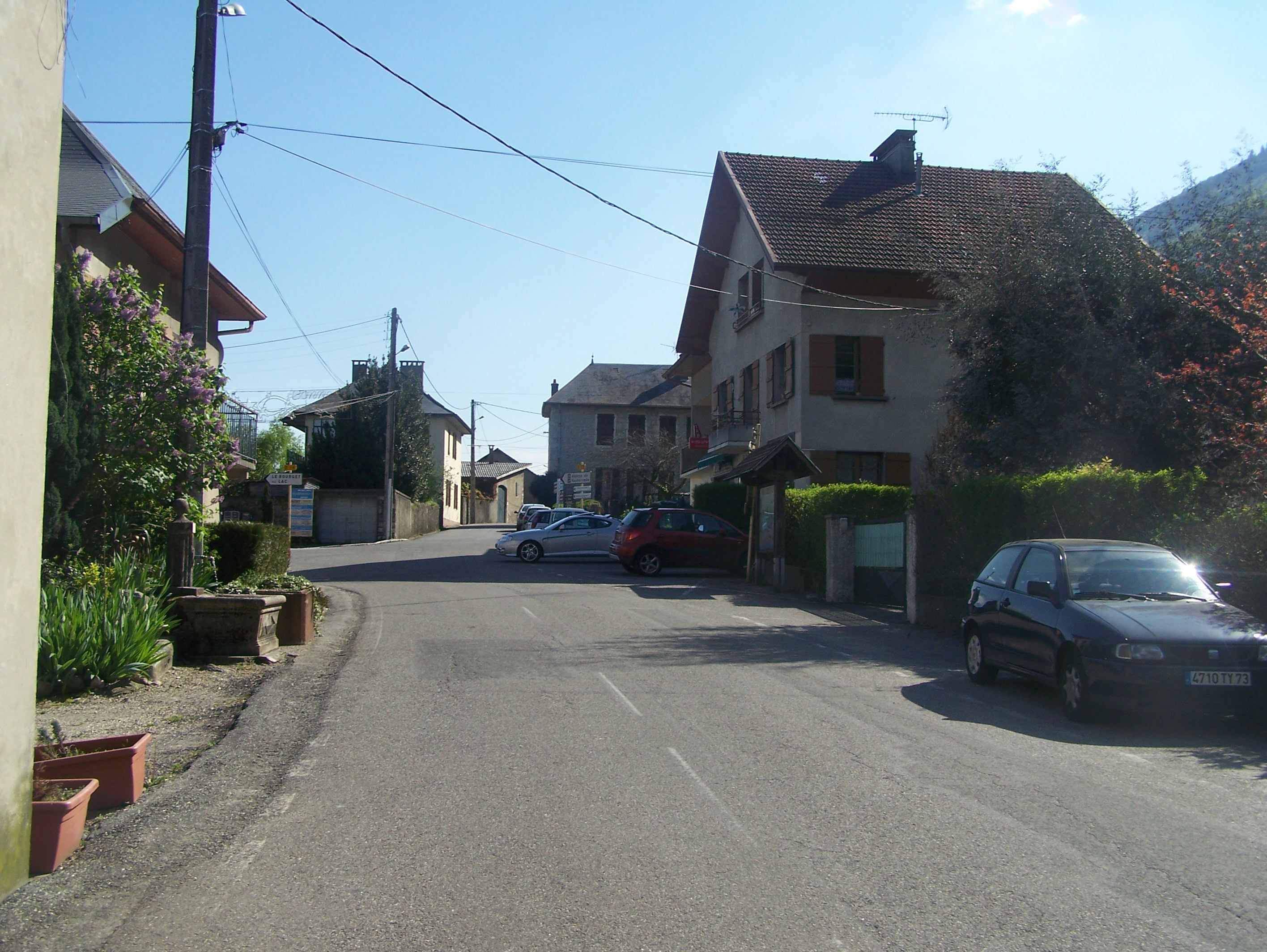
Bourdeau (2007).